# 나오폴 아이언렉
나오폴 아이언렉(Naoufal 'iron leg' Benazzouz)은 1979년 5월 25일에 태어났다. 프랑스-모로코의 킥복싱 선수다. 킥 공격이 매우 강해서 '철각'(Iron leg)이라는 별명으로 불린다. 골든 글로리 짐에 속해 있고, 신장 196cm 체중 106kg으로 좋은 체격 조건을 자랑한다.

## 생애

### 입식 타격 전적
- 5전 3승 2패 (2 KO)

| 경기일자        | 상대          | 결과 | 내용           | 대회                          |
| --------------- | ------------- | ---- | -------------- | ----------------------------- |
| 2006년 5월 13일 | 비욘 브레기   | 패   | 2R 1분 40초 KO | K-1 월드 GP 2006 in amsterdam |
| 2006년 5월 13일 | 아틸라 카라치 | 승   | 1R 2분 10초 KO | K-1 월드 GP 2006 in amsterdam |
| 2005년 5월 27일 | 세미 슐트     | 패   | 2R 2분 37초 KO | K-1 월드 GP 2005 in paris     |
| 2005년 5월 27일 | 우치다 노보루 | 승   | 3R 판정        | K-1 월드 GP 2005 in paris     |
| 2005년 5월 27일 | 아지즈 카투   | 승   | 1R 2분 KO      | K-1 월드 GP 2005 in paris     |

## 타이틀
- IMTF 세계 챔피언